# 萨尔巴藏
萨尔巴藏（法語：Sarbazan，法語發音：[saʁbazɑ̃]）是法国朗德省的一个市镇，位于该省东部，属于蒙德马桑区。

## 地理
萨尔巴藏（44°1'8"N, 0°18'42"W）面积22.44 平方千米，位于法国新阿基坦大区朗德省，该省份为法国西南部沿海省份，是法國本土面积第二大的省，北起吉倫特省，西临大西洋，南至大西洋比利牛斯省，东临热尔省，东北与洛特-加龍省接壤。
与萨尔巴藏接壤的市镇（或旧市镇、城区）包括：普伊代索、罗克福尔、圣戈尔、圣瑞斯坦。

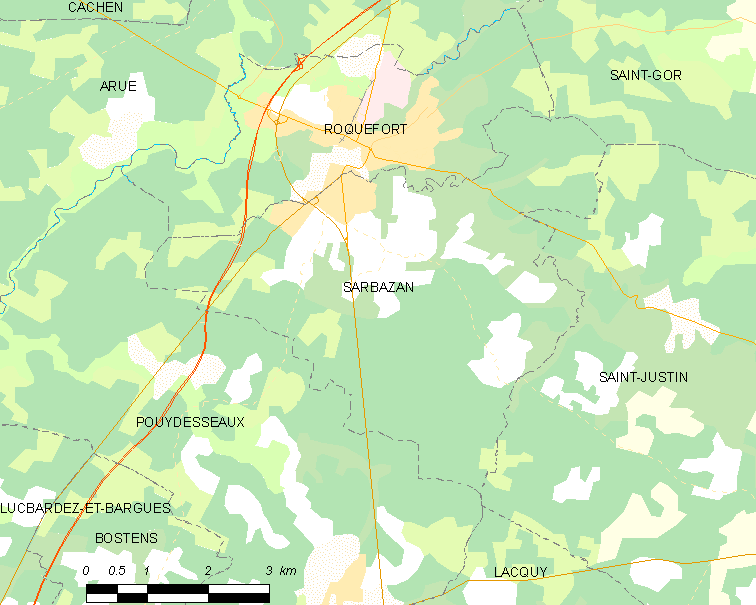
萨尔巴藏的OSM定位图

萨尔巴藏的时区为UTC+01:00、UTC+02:00（夏令时）。

## 行政
萨尔巴藏的邮政编码为40120，INSEE市镇编码为40288。

## 政治
萨尔巴藏所属的省级选区为上朗德-阿马尼亚克县。

## 人口

1962-2008年间萨尔巴藏人口变化图示

萨尔巴藏于2022年1月1日时的人口数量为1151人。